# Басейн Іртиша
Басейн Іртиша — водозбір річки Іртиш, загальною площею 1 914 тис. км². Поширюється на території Росії, Казахстану, Китаю та Монголії.

## Загальна інформація
Належить до басейну Обі — у 19 столітті науковці вирішили вважати головною рікою саме Об. У розрізі країн на Росію припадає 1 370 тис. км² площі басейну, Казахстан займає 498 750 км², Китаю та Монголії належать 45 250 км². Частиною басейну Іртиша є суббасейн Тоболу, що займає 395 тис. км².

## Опис
Основними притоками Іртиша є Нарим, Бухтарма, Ом, Тара, Оша, Ішим, Вагай, Конда. Основні річкові порти: Росія — Ханти-Мансійськ, Тобольськ, Тара, Омськ; Казахстан — Павлодар, Семей та Оскемен. На Іртиші збудовано дві гідроелектростанції: в Оскемені збудована 1952 року, у Буктирмі — 1960 року, обидві у Казахстані.